# Universidad Católica Santa María La Antigua

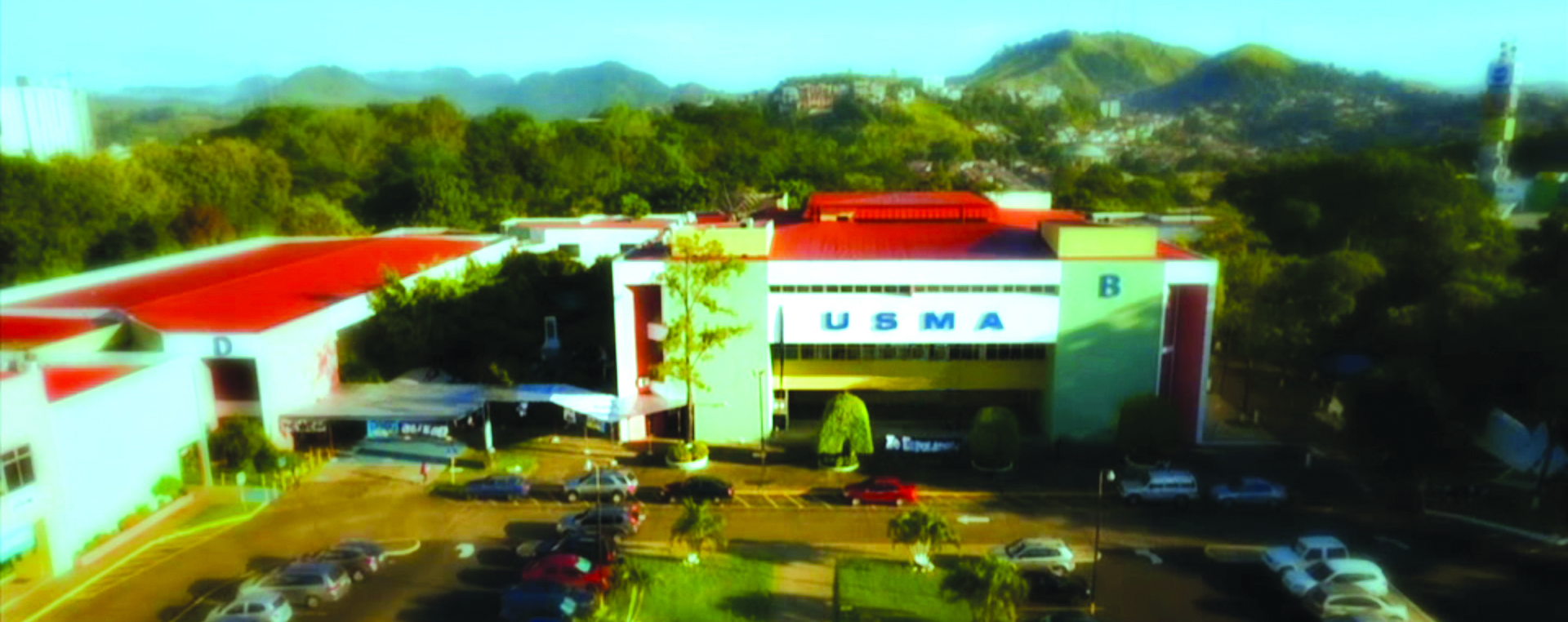
Universidad Católica Santa María La Antigua (2014)

Die Universidad Católica Santa María La Antigua (USMA) ist eine römisch-katholische Privatuniversität in Panama-Stadt. Sie wurde als erste Privatuniversität Panamas am 27. Mai 1965 gegründet.
Heute gehören zur Universität etwa 5000 Studenten und 500 Hochschullehrer, die etwa 80 Studiengänge betreuen. Die Universität verfügt neben dem Campus in der Hauptstadt über vier weitere Niederlassungen in Colon, David, Chitré und Santiago de Veraguas.